# Gilbert Murray

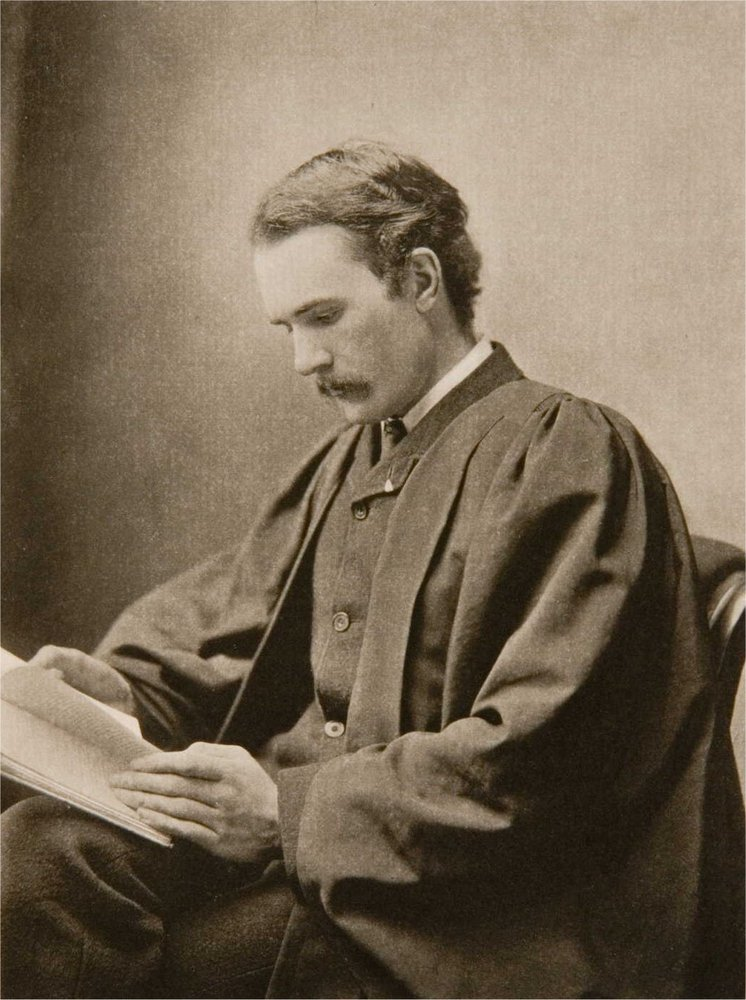
Gilbert Murray

George Gilbert Aimé Murray FBA, OM (* 2. Januar 1866 in Sydney, Australien; † 20. Mai 1957 in Oxford, England) war ein britischer Altphilologe australischer Herkunft.

## Leben
Im Alter von elf Jahren zog er 1877 mit seiner Mutter nach Großbritannien und studierte ab 1884 am St John’s College der Universität Oxford, wo er mit mehreren Preisen für seine Leistungen in der Klassischen Philologie ausgezeichnet wurde. Von 1889 bis 1899 war er Professor für Griechisch an der Universität Glasgow, von 1908 bis 1936 an der Universität Oxford (Regius Professor of Greek). Seit 1910 war er Mitglied (Fellow) der British Academy. 1927 wurde er in die American Academy of Arts and Sciences gewählt. 1931 wurde er zum korrespondierenden Mitglied der Göttinger Akademie der Wissenschaften gewählt.
Murray arbeitete insbesondere zum griechischen Drama und seinen Ursprüngen sowie zur griechischen Religion, insbesondere in Zusammenarbeit mit Jane Ellen Harrison und den beiden weiteren „Cambridge Ritualists“ Francis Macdonald Cornford und Arthur Bernard Cook (1868–1952). Im englischsprachigen Raum ist er auch durch seine Übersetzungen griechischer Dramen bekannt. Er stand international mit zahlreichen Forschern in engem Kontakt, darunter Ulrich von Wilamowitz-Moellendorff und dessen Schüler Paul Maas. Darüber hinaus war Gilbert Murray ab 1918 als Jurymitglied im Komitee der Vergabe des Hawthornden-Preises tätig, dem ältesten Literaturpreis in Großbritannien.

## Schriften
- Das Problem der auswärtigen Politik. Eine betrachtung der jetzigen Gefahren und der besten Methoden, ihnen zu begegnen. Nach der Ausgabe für Amerika aus dem Englischen übersetzt von Luise Kautsky. Mit einem Geleitwort von Karl Kautsky. J. H. W. Dietz Nachf., Berlin 1922.
- The Classical Tradition in Poetry. Oxford 1927.